# Leptomysis posidoniae
Leptomysis posidoniae är en kräftdjursart som beskrevs av H. Wittmann 1986. Leptomysis posidoniae ingår i släktet Leptomysis och familjen Mysidae. Inga underarter finns listade i Catalogue of Life.